# Spoorlijn Saint-Maurice - Wesserling
De spoorlijn Saint-Maurice - Wesserling is een nooit voltooide spoorlijn die van Saint-Maurice-sur-Moselle naar Fellering in de Franse regio Grand Est zou lopen. De lijn zou 13,7 km lang worden en heeft als lijnnummer 128 000.

## Geschiedenis
Het besluit om de spoorlijn aan te leggen door de Chemins de fer de l'Est waarmee een directe verbinding tussen Nancy, Épinal en Mulhouse tot stand zou komen werd genomen op 11 juli 1870. Een week later, op 19 juli 1870, brak de Frans-Duitse oorlog uit en omdat nadien de Elzas Duits was werd de aanleg voor onbepaalde tijd uitgesteld. Na de Eerste Wereldoorlog waarbij de Elzas weer tot Frans grondgebied ging behoren werd uiteindelijk in 1932 met de aanleg begonnen. Door gebrek aan financiële middelen en een gewijzigde politieke situatie werd de bouw stilgelegd in 1935. Inmiddels was, vanuit de kant van Urbès, ruim 4 km van de beoogde tunnel van 8287 m gegraven. 
Aan de kant van Saint-Maurice is wel een spoorbedding, brug over de Moezel en tunnelmond gemaakt, maar niet begonnen met een daadwerkelijke tunnel.
Tijdens de Tweede Wereldoorlog heeft de tunnel dienst gedaan als werf voor de bouw van V1 en V2 wapens. Na de oorlog was het belang om de tunnel en de spoorlijn te voltooien nog verder afgenomen in een tijd waarin vele kleine (en onrendabele) spoorlijnen werden gesloten. De eerste paar meter van de tunnel is versterkt met een verdedigingswerk, maar open voor publiek, hier is een kleine expositie over de lijn en tunnel. In de rest van de tunnel is een wateropslag voor de drinkwatervoorziening van Urbès gemaakt. Deze is enkele keren per jaar voor publiek te bezichtigen.
Vanaf Fellering tot Urbès zijn enkele kunstwerken gebouwd. Het meest in het oog springend is daarbij een viaduct met drie bogen zonder aansluitend baanlichaam in Urbès. Verder zijn enkele kleinere viaducten in gebruik. Een deel van de bedoelde bedding is in gebruik als landbouwweg.

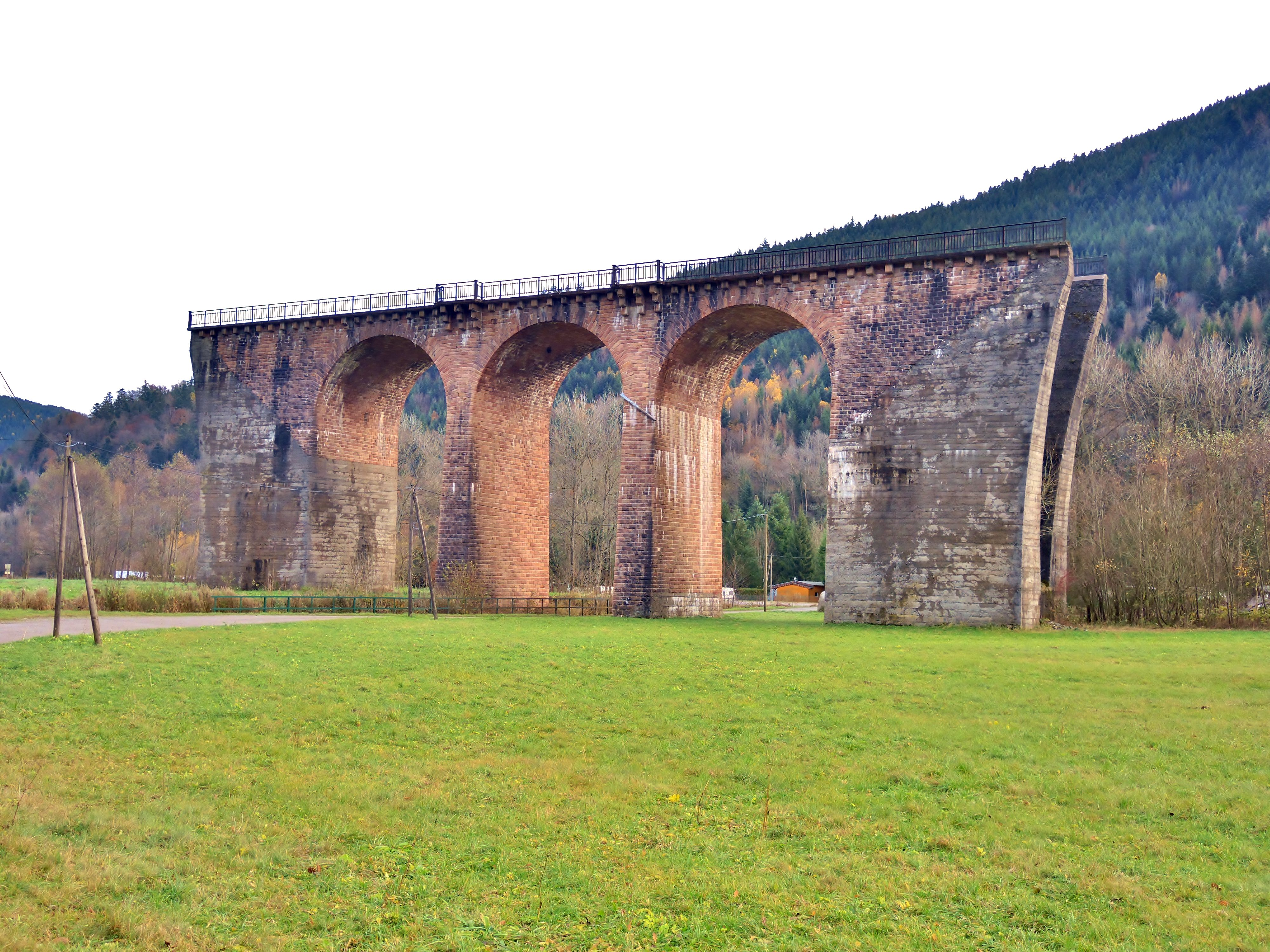
Nooit gebruikt viaduct te Urbès, zonder baanlichaam.
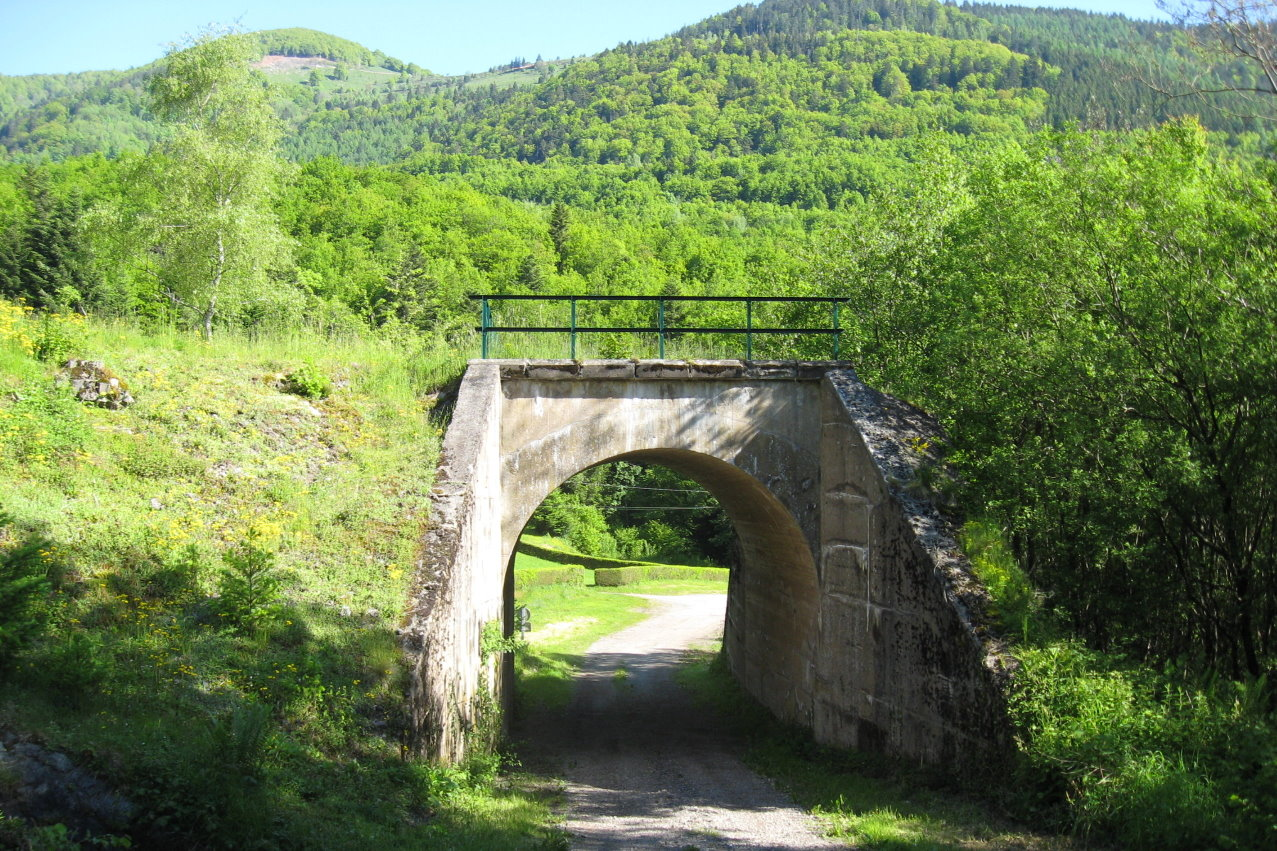
Klein viaduct tussen Fellering en Urbès.
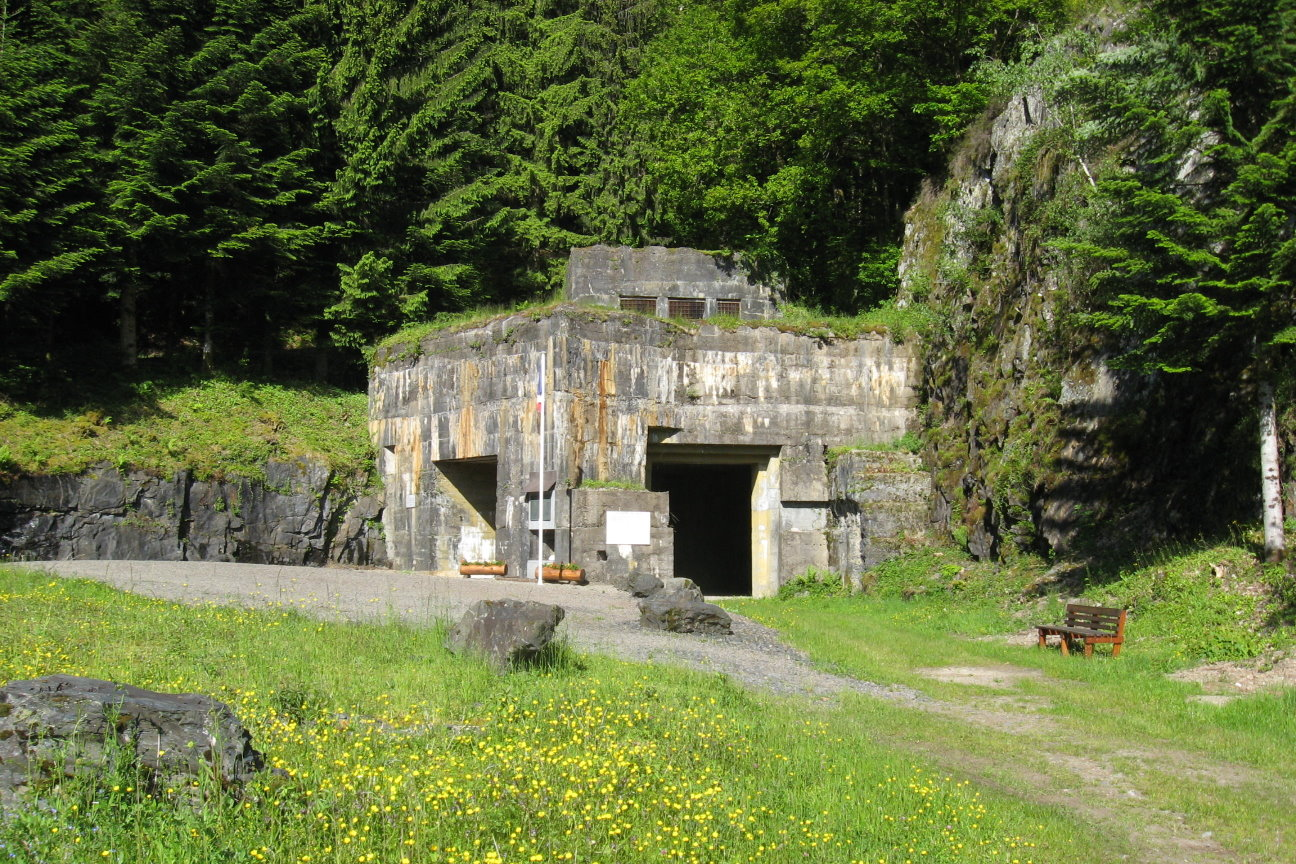
Ingang van de tunnelmond.
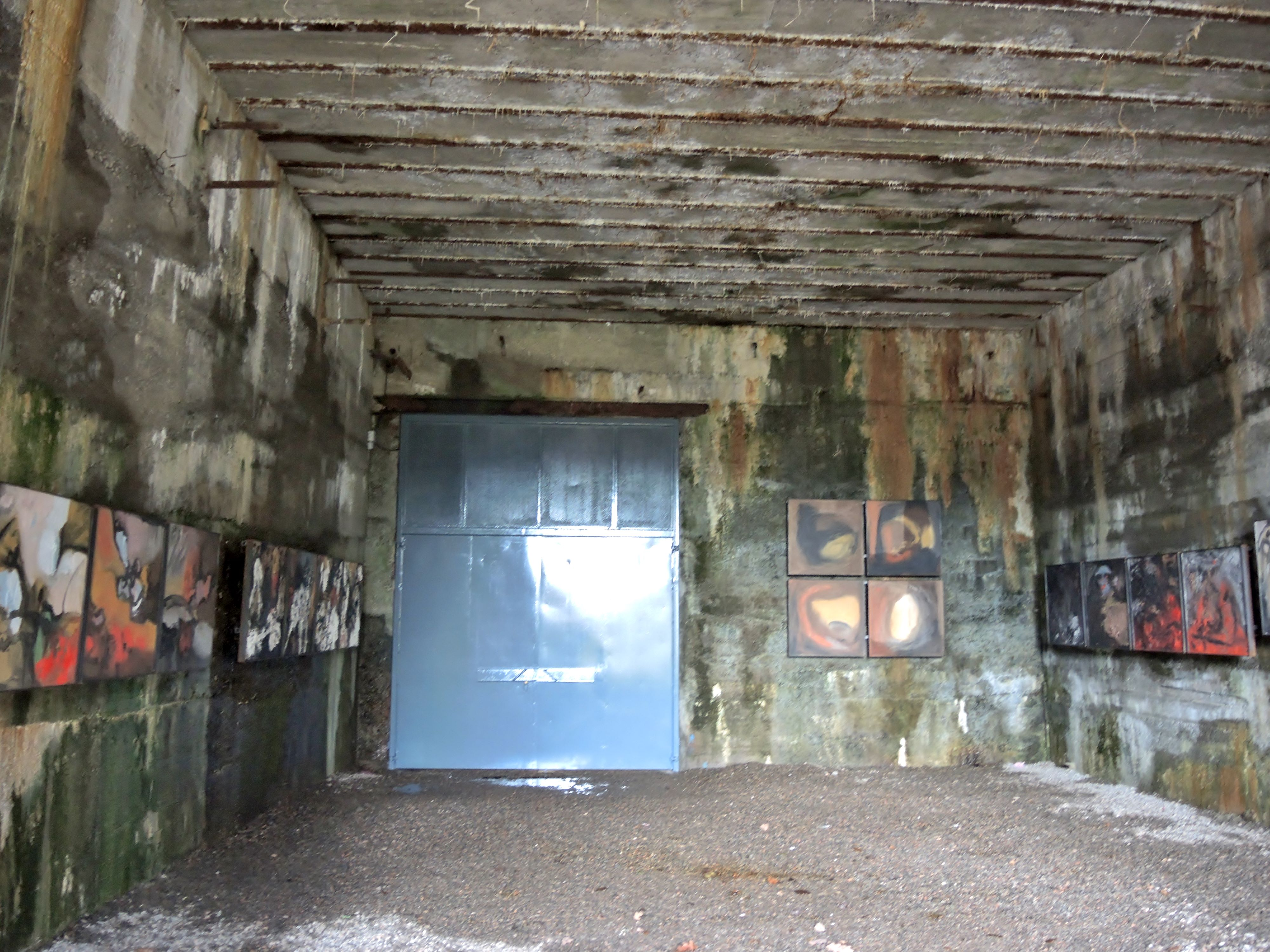
Expositie in de tunnelmond.

## Aansluitingen
In de volgende plaatsen zou er een aansluiting zijn op de volgende spoorlijnen:
Saint-Maurice
RFN 060 000, spoorlijn tussen Épinal en Bussang
Wesserling
RFN 130 000, spoorlijn tussen Lutterbach en Kruth
1. ↑  (fr) Kubler, Marguerite, "Le tunnel d’Urbès, chantier ferroviaire inachevé - 1932-1935 - Les travaux de recherche réalisés par Raphaël Parmentier", Urbes-alsace.fr, 2018-06. Geraadpleegd op 25 juli 2023.